# 夜霧の伊勢佐木町〜愛の真世界編〜
「夜霧の伊勢佐木町〜愛の真世界編〜」とは、日本のフォークデュオ、ゆずが「ゆず（北見川潤子＆ムーチョ小岩沢）」名義で発表した配信限定シングル曲である。2014年7月18日に配信された。配信元はセーニャ・アンド・カンパニー。

## 概要
2014年2月19日発売の12枚目のスタジオ・アルバム『新世界』の初回生産盤特典CDに収録されていた「夜霧の伊勢佐木町」を、前山田健一の編曲によって「夜霧の伊勢佐木町〜愛の真世界編〜」として配信発売。同年のアリーナツアー「YUZU ARENA TOUR 2014 新世界」の「昭和歌謡コーナー」で2002年のシングル曲「恋の歌謡日」以来12年ぶりに北見川潤子＆ムーチョ小岩沢を復活させ「夜霧の伊勢佐木町」披露している。
カラオケのJOYSOUNDでは「ゆず（北見川潤子＆ムーチョ小岩沢）になりきってみよう企画」というキャンペーンが実施された。
楽曲のモチーフにもなっている神奈川県横浜市のイセザキモール・パーキング前では今作のジャケットのイラストが描かれた看板が設置された。さらに7月18日および20、21日の横浜アリーナのライブ会場では潤子とムーチョの等身大パネルが展示された。
また、今作の発売記念グッズとして「夜霧の伊勢佐木町クリアファイルセット」と「潤子の魅惑のルージュペン」が発売された。

## 収録曲
1. 夜霧の伊勢佐木町〜愛の真世界編〜
  - 作詞・作曲:北川悠仁 / Proudced by 前山田健一 & ゆず

オリジナルバージョンと比べコーラスやラストサビの有無、台詞などに違いがある。
2014年8月13日にフジテレビ系で放送された音楽番組『2014 FNSうたの夏まつり』では、コーラスに鈴木雅之、森山直太朗、ナオト・インティライミを連れて同番組の49番目に披露された[2]。